# サル・ボルジェーセ
サル・ボルジェーセ（Sal Borgese、本名 Salvatore Borgese、1937年3月5日 - ）はイタリアのラツィオ州ローマ出身の映画俳優、スタントマン。身長175センチ。
クレジット名義は複数あり、サルヴァトーレ・ボルジェーセ（Salvatore Borgese）、ボルジェーセ・サルヴァトーレ（Borgese Salvatore）、サル・ボーゲス（Sal Borghese）、ディック・ゴードン（Dick Gordon）、マイケル・フレンツ（Michael Frenz）が確認される。VHSソフトのジャケットにはサル・ボージェスと片仮名表記されることもあった。

## 俳優としての特徴
1960年代の初頭よりスタントマンとして映画界入りし、徐々にアクションの出来る脇役俳優として存在を示した。マカロニ・ウエスタン時代の1960年代の半ばからは多少は目立つアクション要員として起用され、メキシコ人役が目立った。
マカロニ・コンバットと称される『戦場のガンマン』（1967年）ではジャンニ・ガルコ扮する米軍将校の4人の部下（演じるはアルド・カンティ、サム・バーク、ルチアーノ・ロッシ）の一人に抜擢された。また、1970年の『大西部無頼列伝』ではゴルフボール・サイズの鉄球を蹴り上げて敵を倒す殺し屋役で異彩を見せた。他にも傭兵アクション物『地獄の軍団/密林のテクノ・コマンド』（1985年/未/ビデオ）ではアントニオ・サバトやイワン・ラシモフ、ヴェルナー・ポチャスと言った濃い顔ぶれと渡り合った。
以降はアクション物からの喜劇まで、アクションを要する脇役俳優として活躍した。引き締まった体躯、浅黒い肌と蓄えた口髭から野性味溢れるワイルドな役どころも目立った。また、主人公の味方から悪役まで幅広く演じた。尚、現在も現役である。

## アクション演出家として
元々はスタントマンだったが、マカロニ・ウエスタンの『荒野の金貨』（1967年/未/TV放映）ではスタント・コーディネーターを務め、テレンス・ヒル主演の『自転車紳士、西部を行く』（1972年/未/TV放映）では疑斗を担当した。

## フィルモグラフィ
- 『バラバ』（1961年）（クレジットなし）リチャード・フライシャー監督
- 『ソドムとゴモラ』（1962年）（クレジットなし）ロバート・アルドリッチ、セルジオ・レオーネ共同監督
- 『ヘラクレス、サムソン、ユリシーズ』（1963年）（クレジットなし）
- 『荒野の1ドル銀貨』（1965年）（クレジットなし）カルヴィン・ジャクスン・パジェット（ジョルジオ・フェローニ）監督
- 『真昼の用心棒』（1966年）（クレジットなし）ルチオ・フルチ監督
- 『復讐の用心棒』（1966年）（クレジットなし）マウリツィオ・ルチーディ監督
- 『群盗荒野を裂く』（1967年）（クレジットなし）ダミアーノ・ダミアーニ監督
- 『黄金の三悪人』（1967年）（クレジットなし）エンツォ・G ・カステッラーリ（エンツォ・ジロラーミ）監督
- 『必殺の二挺拳銃』（1967年）カルヴィン・ジャクスン・パジェット（ジョルジオ・フェローニ）監督
- 『荒野の金貨』（1967年/未/TV放映）（スタント・コーディネーターも）マウリツィオ・ルチーディ監督
- 『戦場のガンマン』（1967年）フランク・クレーマー（ジャンフランコ・パロリーニ）監督
- 『3人のスーパーマン東京へ行く』（1968年/未ソフト化）
- 『サルタナ』（1968年/未ソフト化）フランク・クレーマー（ジャンフランコ・パロリーニ）監督
- 『砂漠の戦場/エル・アラメン』（1968年）カルヴィン・ジャクスン・パジェット（ジョルジオ・フェローニ）監督
- 『大西部無頼列伝』（1970年）フランク・クレーマー（ジャンフランコ・パロリーニ）監督
- 『自車紳士転、西部を行く』（1972年/未/TV放映）（疑斗も）E・B・クラッチャー（エンツォ・バルボーニ）監督
- 『非情の標的』（1973年）セルジオ・ソリーマ監督
- 『デカくて悪い奴』（1972年/未ソフト化）マウリツィオ・ルチーディ監督
- 『ユル・ブリンナーの殺人ライセンス』（1976年/未/ビデオ）（クレジットなし）アンソニー・M・ドースン（アントニオ・マルゲリーティ）監督
- 『笑激のギャンブルマン』（1978年）セルジオ・コルブッチ監督
- 『レッドオメガ追撃作戦』（1980年）セルジオ・コルブッチ監督
- 『笑激のボンゴ！ボンゴ！島』（1981年/未/ビデオ）セルジオ・コルブッチ監督
- 『ターボクラッシュ』（1981年）アンソニー・M・ドースン（アントニオ・マルゲリーティ）監督
- 『ジュリアーノ・ジェンマのウォー・ジャック』（1982年/未/ビデオ）E・B・クラッチャー（エンツォ・バルボーニ）監督
- 『7人の輝ける勇士』（1983年/未/ビデオ）ブルーノ・マッテイ、クラウディオ・フラガッソ（クレジットなし）共同監督
- 『コロンブス/大いなる生涯』（1985年/TVミニ・シリーズ）アルベルト・ラトゥアーダ監督
- 『地獄の軍団/密林のテクノ・コマンド』（1985年/未/ビデオ）ウンベルト・レンツィ監督
- 『インクアイリー/審問』（1986年）ダミアーノ・ダミアーニ監督
- 『死海からの脱出（ジョーズ・アタック）』（1987年）アンソニー・リッチモンド（トニーノ・リッチ）監督
- 『サハラの秘宝』（1987年/TVミニ・シリーズ）（日本では総集編がビデオ発売された）アルベルト・ネグリン監督、エンツォ・G・カステッラーリ第二班監督
- 『スター・レジェンド（SF宝島）』（1987年/TVミニ・シリーズ）アントニオ・マルゲリーティ監督
- 『アマゾン・アドベンチャー/グリーン・インフェルノ』（1988年/未/ビデオ/TV放映）アントニオ・クリマーティ監督
- 『ゴッドファーザーpart3』（1990年）（クレジットなし）フランシス・コッポラ監督
- 『パレルモ』（1990年）フランチェスコ・ロージ監督